# Municipio de Cerro Gordo (Illinois)
El municipio de Cerro Gordo (en inglés: Cerro Gordo Township) es un municipio ubicado en el condado de Piatt en el estado estadounidense de Illinois. En el año 2010 tenía una población de 2046 habitantes y una densidad poblacional de 13,11 personas por km².

## Geografía
El municipio de Cerro Gordo se encuentra ubicado en las coordenadas 39°51′15″N 88°40′46″O / 39.85417, -88.67944. Según la Oficina del Censo de los Estados Unidos, el municipio tiene una superficie total de 156.07 km², de la cual 156,07 km² corresponden a tierra firme y (0 %) 0 km² es agua.

## Demografía
Según el censo de 2010, había 2046 personas residiendo en el municipio de Cerro Gordo. La densidad de población era de 13,11 hab./km². De los 2046 habitantes, el municipio de Cerro Gordo estaba compuesto por el 98,34 % blancos, el 0,34 % eran afroamericanos, el 0,54 % eran amerindios, el 0,05 % eran asiáticos y el 0,73 % eran de una mezcla de razas. Del total de la población el 0,64 % eran hispanos o latinos de cualquier raza.